# Anton Weber
Anton Weber (ur. 1890, zm. ?) – zbrodniarz hitlerowski, członek załogi niemieckiego obozu koncentracyjnego Dachau i SS-Hauptscharführer.

## Życiorys
Członek NSDAP od 1927 i SS od 1931. Od 1938 pełnił służbę w obozie Dachau, gdzie w 1941 został kierownikiem magazynu odzieżowego, w którym między innymi sortowano mienie, które należało do ofiar zamordowanych w obozach Auschwitz-Birkenau i Majdanek. Maltretował więźniów należących do podległego mu komanda, które liczyło około 50 osób. Weber szczególnie katował tych więźniów, którzy próbowali ukraść odzież znajdującą się w magazynie.
W procesie członków załogi Dachau (drugim oskarżonym był Josef Wolf), który w dniach 6–11 grudnia 1946 toczył się przed amerykańskim Trybunałem Wojskowym w Dachau Anton Weber skazany został na 18 lat pozbawienia wolności.